# Andrena planiventris
Andrena planiventris är en biart som beskrevs av Dours 1872. Andrena planiventris ingår i släktet sandbin, och familjen grävbin. Inga underarter finns listade i Catalogue of Life.